# Selat Lintah
Selat Lintah är ett sund i Indonesien.   Det ligger i provinsen Nusa Tenggara Timur, i den centrala delen av landet, 1 400 km öster om huvudstaden Jakarta.